# Pascal Simbikangwa
Pascal Simbikangwa, né Safari Senyamuhara dans le secteur de Karago (district de Nyabihu, Province de l'Ouest) au Rwanda le 17 décembre 1959,, est un ancien fonctionnaire du Service central de renseignement (SCR) rwandais avec le grade de capitaine obtenu dans l'armée. Il est la première personne à avoir été poursuivie en France pour des crimes commis lors du génocide des Tutsi au Rwanda. Il a été condamné, définitivement, à 25 ans de prison pour génocide et complicité de crime contre l'humanité et est détenu au centre pénitentiaire de Fresnes.

## Biographie
Il est le troisième d'une fratrie de neuf enfants d'une mère tutsi et d'un père hutu.
Capitaine au sein de la garde présidentielle, il est décrit comme membre de l'akazu, organisation rassemblant les soutiens du président. Un accident le laissant en fauteuil roulant en 1986,, il se réoriente vers la police politique. Au moment de l'attentat du 6 avril 1994 au Rwanda, il est responsable du renseignement intérieur. Après le génocide, il fuit le pays.

## Le procès pour les évènements de 1994 au Rwanda

### La fuite et l'arrestation
Recherché par Interpol pour « crimes contre l'humanité, génocide, crime organisé », il se cache clandestinement à Mayotte en 2005 après avoir séjourné aux Comores. Utilisant son nom de naissance Safari Senyamuhara, il dépose une demande d'asile politique, qui lui est refusé par l'OFPRA le 30 mai 2008. Il est ensuite arrêté le 28 octobre 2008 pour trafic de faux papiers et placé en détention provisoire, détention prolongée successivement qu'il ne quitte plus jusqu'à sa condamnation. Son extradition au Rwanda en vertu du mandat d'arrêt international est refusée par le Tribunal supérieur d'appel de Mamoudzou le 14 novembre 2008 en raison de la peine encourue au Rwanda, vingt ans d'isolement carcéral, incompatible avec le droit français. Il est cependant maintenu en détention en raison de l'affaire de trafic de faux papiers. Le refus de sa demande d'asile est confirmé le 2 mars 2009.

### La mise en examen
À la suite de la Résolution 995 du Conseil de sécurité des Nations unies, les Nations unies s'étaient doté d'un tribunal international ad-hoc, le TPIR, qui peut se saisir des cas de crimes commis dans le cadre du génocide de 1994. Les Nations-Unies laissaient cependant la liberté aux États de juger les génocidaires, en raison d'une surcharge prévisible de la juridiction internationale spécialement créée. La France a adapté sa législation à la résolution par la loi no  96-432 du 22 mai 1996. La France se dotait dès lors de la compétence universelle pour ces crimes et pouvait procéder au jugement des suspects qu'elle aurait arrêtés.
Après une plainte déposée par le Collectif des parties civiles pour le Rwanda en février 2009, une information judiciaire concernant des faits de génocide est ouverte le 9 avril 2009 en France. Pascal Simbikangwa est mis en examen le 16 avril 2009 « pour génocide et complicité et conspiration de génocide, crime organisé ». Le 3 juin 2009, la Cour de cassation décide, conformément à sa jurisprudence, de regrouper les dossiers concernant le Rwanda, et confie l'instruction au Tribunal de grande instance de Paris. Le 3 juillet 2009, Pascal Simbikangwa est transféré au centre pénitentiaire de Saint-Denis sur l'île de La Réunion, puis à la Maison d'arrêt de Fresnes le 18 novembre 2009.

### Le premier procès
D'autres affaires étaient instruites en parallèle où les suspects avaient été arrêtés bien auparavant. Mais en 2012, le Tribunal de grande instance de Paris reçoit plus de moyens et en 2013, après quatre ans de détention provisoire, le maximum autorisé en France, Pascal Simbikangwa devait être jugé ou libéré.
En mars 2013, à la suite d'une enquête de l'OCLCH, il est renvoyé devant la Cour d'appel de Paris pour « complicité de génocide et crime contre l'humanité ». Le procès se tient en mars 2014. L'accusation est menée conjointement par Bruno Sturlese (avocat général près la Cour d'appel de Paris) et Aurélia Devos (vice-procureur près le Tribunal de grande instance de Paris et chef de section du pôle « Crimes contre l'humanité, crimes et délits de guerre »), et la défense par Alexandra Bourgeot et Fabrice Epstein. Un interprète traduit les propos des témoins s'exprimant en kinyarwanda. En cours de procès, les faits sont requalifiés de complicité de génocide à auteur et instigateur de ce génocide. L'accusation demande une condamnation à perpétuité. La défense demande son acquittement, soulignant l'absence de victimes directes présentes au procès et l'absence de preuves matérielles directes.
Le 14 mars 2014, au terme de six semaines de procès, les jurés de la cour d'assises de Paris ont déclaré Pascal Simbikangwa coupable de génocide et de complicité de crime contre l'humanité. Pascal Simbikangwa est condamné à 25 ans de prison. Selon l'arrêt, les témoignages « révèlent l'efficacité d'une organisation collective reposant nécessairement sur un plan concerté » auquel Pascal Simbikangwa a participé, pour ensuite donner des ordres et distribuer des fusils aux miliciens présents aux barrières de Kigali.

#### Contexte et caractère particulier de ce procès
Au moment du jugement de Pascal Simbikangwa, le Tribunal de Grande Instance de Paris procédait à l'instruction de 27 autres dossiers concernant le génocide au Rwanda, et il s'agissait du premier procès de son pôle « Crimes contre l'humanité ». Le 20 mars 2014, moins d'une semaine après le verdict du procès de Pascal Simbikangwa, le médecin Charles Twagira était arrêté en France, suspecté d'avoir participé au génocide alors qu'il dirigeait l'hôpital de Kibuye.
Le fait de recourir à un jury populaire, ici composé de six citoyens et de trois magistrats professionnels pour le jugement de Pascal Simbikangwa fait ce de procès une première, aucune juridiction pénale internationale n'ayant eu recours à des citoyens pour juger des accusations de génocide ou de crime contre l'humanité.
Le procès de Pascal Simbikangwa est le quatrième en France pour complicité de crimes contre l'humanité (les précédents étant ceux de Klaus Barbie, Paul Touvier et Maurice Papon) et le premier procès en France dans le cadre du génocide des Tutsi au Rwanda. En raison de son intérêt historique, le procès de Pascal Simbikangwa est filmé pour le compte des Archives audiovisuelles de la Justice, dont il s'agit du sixième enregistrement vidéo.

#### Réactions
Le refus des autorités françaises d'extrader les suspects de génocide au Rwanda, tranché par la Cour de cassation en raison du principe de non-rétroactivité, est un motif de mécontentement des autorités rwandaises, qui accusent la France de laisser les génocidaires dans l'impunité. Le régime rwandais avait donc salué la tenue du procès de Pascal Simbikangwa, mais les relations entre la France et le Rwanda se tendent à nouveau quelques semaines plus tard, à l'occasion de la commémoration des 20 ans du génocide. Dans un entretien dans les jours précédant les cérémonies, le président Paul Kagame critiquait le rôle de la France en 1994. À la suite de ces déclarations, Christiane Taubira annulait sa visite pour les commémorations. En retour les autorités rwandaises annulaient l'accréditation pour ces cérémonies de l'ambassadeur de France. Sollicité pour s'exprimer sur les relations avec la France au début des commémorations, le 7 avril 2014, le président Kagame réagissait au procès de Pascal Simbikangwa en critiquant la lenteur de la justice française, réitérant son accusation de complaisance des autorités françaises vis-à-vis des génocidaires rwandais :

« Il faudrait que je sois satisfait, simplement parce qu'un premier procès, celui de Pascal Simbikangwa, a eu lieu cette année ? Et qu'il a été condamné à vingt-cinq ans de prison ? Une seule personne en vingt ans ! La France comme la Belgique ont joué un rôle néfaste dans l'histoire de mon pays, ont contribué à l'émergence d'une idéologie génocidaire. Quand, en France, la justice est si lente, nous ne pouvons pas imaginer que c'est neutre. Dans nos relations avec ces deux pays, notre grille de lecture est forcément liée aux compromissions du passé. »

Bruno Sturlese, qui avait représenté le parquet au procès, était sollicité le même jour dans une autre entrevue :

« Il est donc hors de question que la France reste un sanctuaire pour les génocidaires, à partir du moment où on a refusé d'extrader au Rwanda ce Rwandais qui était accusé de crimes contre l'humanité. »

Alain Jakubowicz, président de la LICRA qui était partie civile au procès, dresse un bilan de ce procès en quatre points : « [l]a mise en œuvre pratique [de la compétence universelle] pour les crimes les plus graves vient conforter son existence théorique en droit français » ; « la nécessité renforcée d'un traitement spécifique des affaires de crimes contre l'humanité [sous la direction d'un pôle] de magistrats, d'enquêteurs, et d'experts spécialisés, doté de moyens spécifiques et conséquents » ; « la victoire ou plutôt une victoire sur l'impunité » et enfin « la nécessité d'un tel procès pour contribuer à la mémoire du génocide des tutsis ».
Alexandra Bourgeot, avocate de l'accusé, fait cependant remarquer la faiblesse de la rémunération reçue au titre de l'aide juridictionnelle française, 1 000 euros pour plusieurs années de procédure, ce qui selon elle « pose clairement un problème d'égalité des armes avec l'accusation ».

### Procédure en appel
Le 18 mars 2014, les conseils de Pascal Simbikangwa font appel de la condamnation.
Le procès en appel commence le 27 octobre 2016 devant la cour d'Assises réunie au Tribunal de grande instance de Bobigny. Le président de la cour d'assises est Régis de Jorna ; l'avocat général est Rémi Crosson du Cormier. Lors du premier procès, Pascal Simbikangwa avait affirmé n'avoir rien vu ; dans ce second procès, il admet avoir vu un mort. Rachel Lindon, avocate de la Licra, le critique : « Comment oser dire que l'on a rien vu, rien entendu, alors qu'il y a eu 67 000 morts dans les rues de Kigali qui était un charnier à ciel ouvert ? J'ai le sentiment d'un crachat au visage des victimes ». L'avocat de la défense Fabrice Epstein plaide l'acquittement, expliquant que Pascal Simbikangwa, premier accusé du génocide à être jugé en France, avait le sentiment d'être un accusé politique.
Le 3 décembre 2016, Pascal Simbikangwa est condamné en appel à 25 ans de prison, peine identique à celle reçue lors du premier procès.

### Rejet du pourvoi en cassation
Le 24 mai 2018, la Cour de cassation rejette le pourvoi de Pascal Simbikangwa. Sa condamnation devient donc définitive.